# Paul O’Connor
Paul O’Connor (ur. 1 stycznia 1959 w Corku) – irlandzki biegacz narciarski, uczestnik Zimowych Igrzysk Olimpijskich 2002 w Salt Lake City.
Na igrzyskach olimpijskich w 2002 roku wystartował w sprincie mężczyzn i zajął 68. miejsce z czasem 4:33,82. Spośród sklasyfikowanych zawodników wyprzedził wówczas tylko reprezentanta Nepalu – Jaya Khadkę.
Ponadto, w latach 2001–2005 startował w pojedynczych zawodach organizowanych przez Międzynarodową Federację Narciarską, jednak bez większych sukcesów.

## Osiągnięcia

### Igrzyska olimpijskie
| Igrzyska             | Konkurencja     | Czas    | Wynik | Zwycięzca        |
| -------------------- | --------------- | ------- | ----- | ---------------- |
| Salt Lake City, 2002 | Sprint mężczyzn | 4:33,82 | 68.   | Tor Arne Hetland |